# Passage Corridor
De Passage Corridor is een overdekt winkelcentrum in het centrum van Veenendaal. Het winkelcentrum bestaat uit drie delen: Het grootste gedeelte ligt tussen de Brouwersgracht en de Tuinstraat. Daarnaast zijn er twee doorgangen met winkels tussen de Tuinstraat en de Hoofdstraat respectievelijk Markt.
Het winkelcentrum dateert uit 1979. Het heeft een oppervlakte van 30.000 m² en telt meer dan 100 winkels. Het centrum beschikt over een parkeergarage met 546 parkeerplaatsen, die dateert uit begin jaren '90.
In 2021 werd het centrum gerenoveerd en kreeg een nieuwe ingang aan de zijde van de Brouwersgracht. Daarnaast komt er een groot versplein. Het winkelcentrum werd in 2018 voor 47 miljoen euro verkocht door CBRE Global Investors aan ARC Real Estate en een Amerikaanse investeringsmaatschappij.